# 후쿠다 겐토
후쿠다 겐토(일본어: 福田 健人, 1990년 5월 15일 ~ )는 일본의 전 축구 선수이다.

## 구단 경력
쇼난 벨마레, FC 가리야, 후지에다 MYFC에서 활동하였다.